# Grabniak (powiat lidzbarski)
Grabniak (niem. Buchwald) – osada w Polsce położona w województwie warmińsko-mazurskim, w powiecie lidzbarskim, w gminie Lidzbark Warmiński.
W latach 1975–1998 miejscowość administracyjnie należała do województwa olsztyńskiego.